# Horsham
Horsham – miasto w Wielkiej Brytanii. w Anglii w hrabstwie West Sussex, w dystrykcie Horsham, położone nad rzeką Arun. Miasto zamieszkuje 45 tys. mieszkańców.

## Historia
Znaleziska na terenie miasta sięgają mezolitu; miejsce to określa się niekiedy jako punkt, gdzie powstała kultura brytyjska. narzędzia z tego okresu (5 500 p.n.e.) znalezione w Horsham i Thatcham określa się za najdoskonalsze w Europie. Nazwa miejscowości pojawia się po raz pierwszy w edykcie króla Edreda w roku 947. Nie jest jednak wymieniona w Domesday Book. W średniowieczu była miejscowością handlową z dwoma targami tygodniowo. W czasach nowożytnych w mieście prosperował browar - zamknięto go w roku 2000.
W bliskiej odległości od Horsham, w miejscowości West Grinstead nad rzeką Adur znajduje się znane w Wielkiej Brytanii i uznane przez Kościół Rzymskokatolicki za miejsce Kultu Maryjnego Sanktuarium.

## Miasta partnerskie
- St Maixent L'Ecole
- Lage